# Nagrada hrvatskog glumišta za najbolje oblikovanje svjetla u kazalištu
Popis dobitnika Nagrade hrvatskog glumišta u kategoriji oblikovanja svjetla u kazalištu. Nagrada se dodjeljuje samo onih godina kada žiri procjeni da za to postoji razlog, te samo onda kada je odluka žirija za ovu nagradu jednoglasna.
1998./1999. Olivije Marečić

2000./2001. Zoran Mihanović

2003./2004. Deni Šesnić